# Tegula snodgrassi
Tegula snodgrassi is een slakkensoort uit de familie van de Tegulidae. De wetenschappelijke naam van de soort is voor het eerst geldig gepubliceerd in 1902 door Pilsbry & Vanatta.